# Graphogaster orientalis
Graphogaster orientalis är en tvåvingeart som först beskrevs av Brooks 1942.  Graphogaster orientalis ingår i släktet Graphogaster och familjen parasitflugor.
Artens utbredningsområde är Virginia. Inga underarter finns listade i Catalogue of Life.